# John Enys
 (mai 2017).
Le lieutenant-colonel John Enys (17 décembre 1757 – 30 juillet 1818) était un officier de l'Armée britannique qui a servi pendant la guerre d'indépendance américaine.

## Famille et éducation
John Enys est né le 17 décembre 1757, en Cornouailles, en Angleterre, fils de John Enys et de sa femme Lucy Basset. C'était le plus jeune de six enfants, et il a passé une grande partie de son enfance à Eton. Il y contracte la variole, mais a la chance d'en guérir.

## Révolution américaine
En tant que plus jeune fils d'une riche famille, il entame une carrière militaire ; son père achète une commission d'enseigne du 29e régiment d'infanterie le 21 avril 1775, pendant la guerre d'indépendance des États-Unis.
Le 21 mars 1776, avec son père, il met les voiles pour la ville de Québec afin de soulager la ville assiégée par l'armée continentale depuis le début de l'hiver. Face à un renforcement de l'armée britannique, les Américains se replient en direction de Montréal. John participe à sa première action le 8 juin 1776 à la bataille de Trois-Rivières où les Américains sont vaincus par le général Guy Carleton.
John est également présent avec l'escadron naval sur le lac Champlain à la bataille de l'île Valcour le 11 octobre 1776, où la marine américaine est battue. Mais le temps nécessaire à la préparation et au combat coûte aux Anglais toutes chances de progresser cette année. John et le reste du 29e régiment sont envoyés à Montréal pour les quartiers d'hiver.
Pour la campagne de 1777, dirigée par le lieutenant-général John Burgoyne, John Enys et son bataillon sont laissés au Canada.
Avec la défaite de l'armée de Burgoyne à Saratoga et la perte du 29e régiment d'infanterie légère en octobre 1777, John est promu lieutenant le 16 février 1778 et placé dans une compagnie composite de « rangers » qui reprend les tâches normalement effectuées par la compagnie d'infanterie légère du régiment.
À l'automne 1778, il participe à un raid en bas de la côte orientale du lac Champlain, raid plus tard nommé raid de Carleton du nom de son commandant en chef, le major Christopher Carleton, également du 29e régiment, et qui était le neveu de Guy Carlton.
En 1780, la compagnie prend part à un plus grand raid le long de la rive ouest du lac Champlain, du lac George, allant jusqu'au fleuve Hudson à Fort Edward.

## Après la guerre
Avec la révolution américaine, John reçoit un congé en juillet 1782 pour rendre visite à sa famille, en Cournouailles. Il est promu au grade de capitaine le 25 janvier 1783, mais est rapidement placé en demi-solde avec la fin de la révolution américaine.
John et son frère Francis passent ensuite l'été de 1783 en Écosse, visitant des châteaux, le mur d'Antonin et autres lieux d'intérêt.
En 1784, John est rappelé au service actif dans le 29e régiment, au Canada. Au cours des trois années suivantes, John sert à Montréal, à Kingston (Ontario) et au Fort Niagara. Aux avant-postes distants de Kingston et de la région de Niagara, John n'a guère mieux à faire que pêcher en abondance la truite et le saumon dans les lacs et les ruisseaux. En octobre, le 29e reçoit l'ordre de regagner l'Angleterre ; John en profite pour prendre un autre congé, et visite la nouvelle nation des États-Unis, passant 6 mois en tournée, de la Nouvelle-Angleterre à la Virginie, avant de retourner au service actif avec le régiment, de retour en Angleterre.

## La Révolution française et les guerres napoléoniennes
Le 1er mars 1794, John est promu au grade de major pour la qualité exceptionnelle du recrutement fait par le régiment ; lui permettant d'être à pleine puissance. Le 1er juin, le 29e sert en tant qu'infanterie de marine à bord de la flotte de l'amiral Richard Howe, lorsqu'elle défait la flotte française dans l'Atlantique Nord.
Le major Enys a été ordonné de rester en Angleterre pour commander un grand détachement d'hommes malades en février 1795, alors que le 29e est envoyé aux Antilles. Dès que les hommes vont mieux, ils sont envoyés sur l'île de Jersey, dans la Manche afin de protéger du risque d'invasion française.
Au retour des Antilles de la majeure partie du régiment en 1796, John est promu lieutenant-colonel du 29e régiment, le 6 septembre 1796.
En réponse à un débarquement français en Irlande, le 29e et son commandant John Enys sont envoyés avec le 100e régiment d'infanterie pour renforcer les troupes déjà présentes. Bien que non engagés dans la bataille, le 29e fait nombre de prisonniers français fuyant la bataille.
La prochaine étape, pour le lieutenant-colonel Enys, est la Hollande, où une force de Britanniques et de soldats russes réunis sous le commandement du duc de York sont envoyés pour tenter de chasser les Français des Pays-Bas, en 1799. Bien qu'efficaces dans les petites batailles qui prennent place, les troupes britanniques et russes partent rapidement, laissant les Pays-Bas intégrés à l'Empire français.

## La retraite
Le 20 mars 1800, John Enys prend sa retraite de la vie militaire active. Il lui est fait cadeau d'une coûteuse épée gravée, de la part des soldats du 29e régiment au sein duquel il avait servi durant la totalité de ses 25 ans passés dans l'armée — chose rare, car à l'époque les militaires passaient souvent d'un régiment à un autre alors que progressait leur carrière.
John, qui ne s'était jamais marié, s'installe pour sa retraite à Bath, où il prend souvent les eaux pour soulager ses rhumatismes. Il meurt le 30 juillet 1818.
En 1976, le journal qu'il a rédigé en Amérique du Nord est publié sous le titre The American Journal of Lieutenant John Enys. En 2010, le Musée National de la marine de Cornouailles, à Falmouth, et la famille Enys dévoilent un canoë en écorce de bouleau ramené d'Amérique du Nord par John Enys. Après avoir été présenté dans le hall principal du musée jusqu'en septembre 2011, le canoë est donné au Musée canadien du canoë, à Peterborough (Ontario)[réf. nécessaire].

## Sources
- Les Journaux Américains du Lieutenant John Enys, John Enys et Elizabeth Cometti (éditeur), Syracuse University Press, 1976
- Voyage à Travers les Parties Intérieures de l'Amérique 1776-1781 Volumes 1 et 2, Thomas Anurey, Houghton Mifflin Company 1923
- Le Worcestershire Régiment: Le 29 et 36e Régiments de fantassins, Richard Gale, Leo Cooper LTD. 1970
- La Combustion des Vallées, Gavin K. Watt, Dundurn Press 1997
- Carleton du Raid, de l'Ida H. Washington et Paul A. Washington, Arbre de la Cerise Livres 1977
- http://www.nmmc.co.uk/index.php?%2Fwhatson%2Fnews%2Fone_of_the_worlds_oldest_birch_bark_canoes_discovered_in_cornwall%2F